# Letnia Uniwersjada 1983
12. Letnia Uniwersjada – międzynarodowe zawody sportowców – studentów, które odbyły się w kanadyjskim mieście Edmonton. Impreza została zorganizowana między 1 a 12 lipca. W uniwersjadzie wzięło udział 2400 zawodników z 73 krajów. Nad organizacją zawodów czuwała FISU.

## Dyscypliny

### Sporty obowiązkowe
| - Gimnastyka sportowa - Koszykówka - Lekkoatletyka | - Piłka wodna - Pływanie - Piłka siatkowa | - Szermierka - Tenis - Skoki do wody |
| Sporty wymienne                                    |                                           |                                      |
| - Kolarstwo                                        |                                           |                                      |

## Polscy medaliści
Złoto
- Ryszard Ostrowski – lekkoatletyka, bieg na 800 m (1:46,29)

 Srebro
- Dariusz Juzyszyn – lekkoatletyka, rzut dyskiem (63,32)
- Ludomir Chronowski, Mariusz Piasecki, Mariusz Strzałka, Leszek Swornowski – szermierka – drużyna męska w szpadzie

 Brąz
- Stanisław Górak – lekkoatletyka, rzut oszczepem (83,20)

## Tabela medalowa
| Klasyfikacja medalowa | Klasyfikacja medalowa | Klasyfikacja medalowa | Klasyfikacja medalowa | Klasyfikacja medalowa | Klasyfikacja medalowa |
| --------------------- | --------------------- | --------------------- | --------------------- | --------------------- | --------------------- |
| Pozycja               | Reprezentacja         | Złoto                 | Srebro                | Brąz                  | Suma                  |
| 1                     | ZSRR                  | 59                    | 29                    | 27                    | 115                   |
| 2                     | Stany Zjednoczone     | 12                    | 22                    | 21                    | 55                    |
| 3                     | Kanada                | 9                     | 10                    | 19                    | 38                    |
| 4                     | Włochy                | 9                     | 10                    | 6                     | 25                    |
| 5                     | Rumunia               | 6                     | 12                    | 9                     | 27                    |
| 6                     | Chiny                 | 5                     | 3                     | 4                     | 12                    |
| 7                     | Nigeria               | 5                     | 0                     | 0                     | 5                     |
| 8                     | Wielka Brytania       | 3                     | 3                     | 3                     | 9                     |
| 9                     | Japonia               | 2                     | 3                     | 6                     | 11                    |
| 10                    | Kuba                  | 2                     | 1                     | 4                     | 7                     |
| 11                    | Australia             | 2                     | 0                     | 2                     | 4                     |
| 12                    | Niemcy                | 1                     | 6                     | 2                     | 9                     |
| 13                    | Francja               | 1                     | 5                     | 6                     | 12                    |
| 14                    | Polska                | 1                     | 2                     | 1                     | 4                     |
| 15                    | Belgia                | 1                     | 1                     | 0                     | 2                     |
| 16                    | Brazylia              | 1                     | 0                     | 2                     | 3                     |